# Station Pouzauges
Station Pouzauges is een spoorwegstation van de Franse gemeente Pouzauges, maar ligt eigenlijk op het grondgebied van de aanpalende gemeente La Meilleraie-Tillay.
Het wordt bediend door treinen van de TER Pays de la Loire, in het bijzonder de 'train des plages' (strandentrein) Saumur - Les Sables-d'Olonne.